# Абу-Сафа
Абу-Сафа — нафтове родовище в Саудівській Аравії і Бахрейні, одне з найбільших у світі. Розташоване в акваторії Перської затоки.

## Історія
Відкрито в 1963 р., розробляється з 1966 р.

## Характеристика
Поклади нафти на глибині 2000 м. Початкові промислові запаси нафти 561 млн т. Пов'язане з брахіантиклінальною структурою розміром 10х20 км. Залягання пластове, склепінчасте. Продуктивні вапняки верхньої юри на глибині 2 км. Колектори порові, порово-кавернозні. Початковий пластовий тиск 22 МПа. Густина нафти 876 кг/м3, в'язкість 12,2 сПз, S — 2,6 %.

## Технологія розробки
Експлуатується 18 фонтануючих свердловин, річний видобуток — 7 млн т.
Отримана продукція надходить на територію Саудівської Аравії до центральної установки підготовки, спільної для Абу-Сафа та саудійського родовища Катіф. Бахрейнська частина спрямовується по трубопроводу до Дхахрану для подальшої передачі бахрейнській компанії BAPCO. 
Після проведеної на початку 2000-х років модернізації попутний газ спрямовується для переробки по трубопроводу Катіф – Беррі.